# Turnê Meu Momento
A Turnê Meu Momento foi uma turnê da cantora Wanessa Camargo, que deu início no dia 8 de outubro de 2009 no Citibank Hall, em São Paulo.

## Sobre o Show
O palco é sem corpo de bailarinos – apenas um telão no fundo, tecladista, baterista, DJ, duas guitarras, um baixo e duas cantoras nos backing vocals. Aparecendo por um elevador na plataforma alta no centro do palco. 
A apresentação é o segundo passo da carreira de Wanessa rumo à sua nova fase, repaginada e mais moderna. Usando um casaco curto dourado e um vestido também curto prateado, ela aproveita o palco sem muitos elementos para se movimentar livremente – ela parece estar dançando em uma balada, e não com passos ensaiados. 

## Covers
Na metade do show, a banda faz um intervalo enquanto o DJ toca uma música dos Black Eyed Peas, e Wanessa volta para o palco de pés descalços. Duas músicas depois, com o show mais dançante, começa uma balada, enquanto o telão mostra crianças vítimas da fome na África – é uma cover de "Man in the mirror", de Michael Jackson. 
Na sequência, com imagens da turnê de "Black and White” ao fundo, a guitarra ataca um riff conhecido e outra versão de Jackson começa, com "Beat It", e Wanessa imita alguns passos de Jackson enquanto canta.
Ela também canta "Just dance", de Lady Gaga. Antes disso o repertório teve sucessos mais antigos, como "O amor não deixa" e "Eu quero ser o seu amor", além de uma versão em inglês e português para "Breathe", sucesso da cantora country Faith Hill que no Brasil virou "Eu posso te sentir".

## Setlist
Part. 1
1. Não Me Leve a Mal
2. Dono da Doite
3. Gosto Tanto
4. Chamar Atenção
5. Me Abrace
6. Filme de Amor
7. Metade de Mim
8. O Amor Não Deixa
9. Louca
10. Eu Posso Te Sentir
11. Eu Quero Ser o Seu Amor
12. Man in the Mirror (Michael Jackson cover)
13. Beat It (Michael Jackson cover)
14. Tanta Saudade
15. Just Dance (Lady Gaga cover)
16. Desejos
17. Amor, Amor
18. Fly

Part. 2
1. Fly
2. Rehab
3. Sem Querer
4. Me Abrace
5. Louca
6. Tanta Saudade
7. Filme De Amor
8. Metade De Mim
9. O Amor não Deixa
10. Não Me Leve a Mal
11. Dono da Noite
12. Miss Independent (Ne-Yo cover)
13. Gosto Tanto
14. I Hate This Part (Pussycat Dolls cover)
15. Eu Quero Ser O Seu Amor
16. Just Dance (Lady Gaga cover)
17. Não Resisto A Nós Dois
18. Amor, Amor

## Parcerias e Convidados
Perto do final do show, Wanessa aproveita para agradecer a presença dos amigos, fãs, da equipe da gravadora, da família (incluindo o pai, o cantor sertanejo Zezé Di Camargo) e “dos amigos Ronaldo e Bia” – o jogador do Corinthians estava na apresentação acompanhado da esposa.
Na penúltima música, é a vez do grande convidado da noite, o rapper norte-americano Ja Rule, que sobe ao palco para reproduzir o dueto de “Fly”, primeira música de trabalho de "Meu momento". “Ja Rule is in tha house” (“Ja Rule tá aqui!”, em inglês), anuncia Wanessa no final da faixa, e sai do palco para que o rapper cante “Wonderful” sozinho – acompanhado de seu próprio DJ e de uma minicrew no canto do palco. 
Com mesas e cadeiras dispostas no lugar de uma pista, o Citibank Hall não era exatamente o lugar ideal para um show mais dançante, mas o público não ligou na hora em que Ja Rule apareceum, e a casa inteira acabou ficando em pé. Sem o rapper, Wanessa ainda voltou para mais três músicas, com direito a “sai do chão, Citibank”, vocoder e momento para apresentar a banda – espetáculo completo e ensaiado, para fã nenhum botar defeito.